# Gewerkschaften für Bürgermedien
Gewerkschaften für Bürgermedien (GfB) war ein eingetragener Medienverein mit Sitz in Düsseldorf (Nordrhein-Westfalen). Gleichzeitig bezeichnet der Begriff „Gewerkschaften für Bürgermedien“ den Zusammenschluss lokaler und regionaler gewerkschaftlicher Bürgermedien-Arbeitsgemeinschaften.

## Vereinsziele
Der GfB e.V. setzte sich bis zu seiner Auflösung (2008) für die Teilhabe der Bevölkerung an den Medien (Partizipation) ein und förderte sie durch geeignete Maßnahmen der Vermittlung von Medienkompetenz. Er unterstützte die Produktion arbeitnehmerorientierter Beiträge für den Bürgerfunk und die Offenen Kanäle in Nordrhein-Westfalen.
Der GfB e.V. förderte den Aufbau und die Entwicklung örtlicher GfB-Arbeitsgemeinschaften. Er unterstützte sie bei der Anschaffung von Technik, bot in Nordrhein-Westfalen landesweit Seminare zur Qualifizierung an und bündelte die politischen Aktivitäten der Arbeitsgemeinschaften.
Er strebte vor dem Hintergrund einer zunehmenden Privatisierung und Konzentration der Medien mit geeigneten politischen Maßnahmen und Stellungnahmen den Erhalt der Meinungsvielfalt an.
Der Verein setzte sich aus Vertretern der Einzelgewerkschaften, einem Vertreter des DGB und einem Vertreter der Arbeitsgemeinschaften zusammen. Die örtlichen Arbeitsgemeinschaften waren jedoch zu keiner Zeit Mitglied im Verein, dies wurde auch die Namensgebung „Arbeitsgemeinschaft Gewerkschafter für Lokalfunk/Bürgermedien“ unterstrichen.

## Arbeitsgemeinschaften vor Ort
Derzeit existieren in NRW rund ein Dutzend Arbeitsgemeinschaften, die sich überwiegend aus Mitgliedern von DGB-Gewerkschaften zusammensetzen. Sie engagieren sich aktiv für die Interessen der Arbeitnehmer in Betrieb und Gesellschaft und bilden im Rahmen des Bürgerfunks eine kritische Gegenstimme zum privaten Lokalradio, insbesondere durch einen arbeitnehmerfreundlichen Blickwinkel auf aktuelle politische und soziale Ereignisse.
Die GfB-Arbeitsgemeinschaften produzieren in den Verbreitungsgebieten des Lokalfunks und in den örtlichen Kabelnetzen eigenverantwortlich Beiträge für den Bürgerfunk und die Offenen TV-Kanäle. In ihren Studios, die in der Mehrzahl als Radiowerkstätten von der Landesanstalt für Medien Nordrhein-Westfalen (LfM) anerkannt sind, entstehen Beiträge über die Arbeitswelt, Politik, Soziales und Kultur. Sie bieten Zugang für interessierte Bürger, Arbeitnehmer oder Produzentengruppen auf der Grundlage des Landesmediengesetzes und leisten technische und journalistische Unterstützung bei der Beitragsproduktion. Viele der Arbeitsgemeinschaften arbeiten intensiv bei Schulprojekten mit und unterstützen NGOs.

## Aktuelles
Als Ergebnis der sogenannten Volpers-Studie, war durch die Landesregierung NRW 2007 eine Änderung des Landesmediengesetzes geplant und vom Landtag beschlossen worden, die die Einschränkung der bisherigen, durch das Zwei-Säulen-Modell gesicherten, Medienpartizipation beinhaltete. Der Verein setzte sich für den Erhalt des Status quo ein. Er war zusammen mit dem LAK „Qualitätsoffensive Bürgerfunk“ Mitausrichter der landesweiten Diskussionsveranstaltung „Ratschlag Bürgerfunk 2007“ (ehemals als „Ohnmacht im Äther“ und „Diskurs Bürgermedien“ eine Kooperationsveranstaltung von der LfM und dem DBG-Bildungszentrum Hattingen), die sich ausführlich mit der anstehenden Gesetzesänderung und ihren möglichen Auswirkungen befasste.

## Entwicklungsgeschichte und Personalia
Kurz nach der Einführung des Lokalfunks in Nordrhein-Westfalen gründeten 1991 die DGB-Gewerkschaften in NRW den Verein „Gewerkschaften für Lokalfunk (GfL) e.V.“. Der Verein wurde 2009 aufgelöst. Letzter Vorsitzender war R. Woelk, vom DGB-Bezirk NRW, der bis Ende 2008 Mitglied der Medienkommission der LfM war.
Anlässlich des 10-jährigen Bestehens im Jahr 2001 wurde die CD „Take 10“ herausgegeben, die Ausschnitte aus den Produktionen der Arbeitsgemeinschaften präsentiert. Auf der CD sind Grußworte des ver.di-Vorsitzenden Frank Bsirske und des damaligen Vorsitzenden des DGB NRW Walter Haas zum Jubiläum enthalten. Die CD wurde im Rahmen einer Feierstunde, die live über Radio RSG übertragen wurde, im DGB-Bildungszentrum Hattingen der Öffentlichkeit vorgestellt.
Um die veränderten politischen Rahmenbedingungen und die neue Vielfalt in der Medienpartizipation widerzuspiegeln, wurde der Verein per 1. Januar 2004 in „Gewerkschaften für Bürgermedien (GfB) e.V.“ umbenannt. Neben der ursprünglichen Förderung von Bürgerfunk steht jetzt gleichwertig die Vermittlung von Kenntnissen und die Teilhabe an allen „neuen“ Medien, sei es Radio, Fernsehen oder Internet, im Mittelpunkt der Vereinsarbeit. Das Bildungsprogramm des Vereins ist dementsprechend erweitert worden.
Durch die Novellierung des Landesmediengesetzes 2007 wurden die rahmenbedingungen für den Bürgerfunk enorm verschlechtert. Infolgedessen lösten sich viele Radiowerkstätten (nicht nur die gewerkschaftlich orientierten) auf. Die Gewerkschaften des DGB NRW entschieden daraufhin im Jahre 2008 die Vereinsauflösung des GfB e.V. vorzunehmen. Weiterhin existieren jedoch in einigen nordrhein-westfälischen DGB-Regionen gewerkschaftlich orientierte Radiowerkstätten.